# 田畑幸嗣
田畑 幸嗣（たばた ゆきつぐ、1972年 - ）は、日本の考古学者。専門は東南アジア考古学。早稲田大学文学学術院教授。カンボジア王国友好勲章受章。

## 人物・経歴
長野県生まれ。長野県伊那北高等学校を経て、1995年国際基督教大学教養学部人文科学科卒業。1999年国際基督教大学大学院比較文化研究科博士前期課程修了。2004年上智大学大学院外国語学研究科地域研究専攻博士後期課程満期退学。2005年博士（地域研究）、日本学術振興会特別研究員。2011年サハメトレイ勲章受章。同年東南アジア考古学会奨励賞受賞。2014年早稲田大学文学学術院准教授。2019年早稲田大学文学学術院教授。

## 著書
- 『クメール陶器の研究』雄山閣 2008年